# Ten (album, Pearl Jam)
Ten je debutové album americké grungeové skupiny Pearl Jam. Společně s albem Nevermind od Nirvany bylo vydáno v roce 1991. Obě alba se stala zásadními pro další vývoj grungeové hudby. Ten se prodalo doposud přes 13 miliónů kopií a stalo se prodejně nejúspěšnějším albem skupiny. Album obsahuje velkou řadu známých písní jako Alive, Jeremy či Even Flow.

## Písně alba
Všechny texty napsal Eddie Vedder.
| Pořadí         | Název                                | Hudba                                | Délka |
| -------------- | ------------------------------------ | ------------------------------------ | ----- |
| 1.             | Once                                 | Gossard                              | 3:51  |
| 2.             | Even Flow                            | Gossard                              | 4:53  |
| 3.             | Alive                                | Gossard                              | 5:41  |
| 4.             | Why Go                               | Jeff Ament                           | 3:20  |
| 5.             | Black                                | Gossard                              | 5:43  |
| 6.             | Jeremy                               | Ament                                | 5:18  |
| 7.             | Oceans                               | Gossard/Ament/Vedder                 | 2:42  |
| 8.             | Porch                                | Vedder                               | 3:30  |
| 9.             | Garden                               | Gossard/Ament                        | 4:59  |
| 10.            | Deep                                 | Gossard/Ament                        | 4:18  |
| 11.            | Release (+skrytá píseň Master/Slave) | Gossard/Ament/Krusen/McCready/Vedder | 9:05  |
| Celková délka: | Celková délka:                       | Celková délka:                       | 53:20 |

Evropská verze alba (bonusy)
| Pořadí | Název        | Hudba                                | Délka |
| ------ | ------------ | ------------------------------------ | ----- |
| 12.    | Alive (live) | Gossard                              | 4:54  |
| 13.    | Wash         | Gossard/Ament/Krusen/McCready/Vedder | 3:33  |

Japonská verze alba (bousy)
| Pořadí | Název              | Hudba             | Délka |
| ------ | ------------------ | ----------------- | ----- |
| 12.    | I've Got a Feeling | Lennon, McCartney | 3:42  |
| 13.    | Master/Slave       | Ament             | 3:48  |

Reissue (2009) bonus
| Pořadí | Název                   | Hudba                                | Délka |
| ------ | ----------------------- | ------------------------------------ | ----- |
| 12.    | Brother                 | Gossard                              | 3:59  |
| 13.    | Just a Girl             | Gossard                              | 5:01  |
| 14.    | Breath and a Scream     | Gossard                              | 5:58  |
| 15.    | State of Love and Trust | McCready/Ament                       | 4:47  |
| 16.    | 2,000 Mile Blues        | McCready/Ament/Krusen                | 3:57  |
| 17.    | Evil Little Goat        | Gossard/Ament/Krusen/McCready/Vedder | 1:27  |

## Obsazení
Pearl Jam
- Jeff Ament – basová kytara
- Stone Gossard – doprovodná kytara
- Dave Krusen – bicí nástroje
- Mike McCready – sólová kytara
- Eddie Vedder – zpěv

Hosté
- Walter Gray – violoncello
- Rick Parashar – piano, klávesové nástroje, perkuse